# Бартлегім
Бартлегім (нід. Bartlehiem) — селище в нідерландській провінції Фрисландія. Розташоване на кордоні трьох муніципалітетів, Північно-Східна Фрисландія, Тіцьєркстерадел та Леуварден, і його територія розподілена між ними.
Наразі у ньому нараховується близько 40 будинків.